# Валсамоджа
Валсамо̀джа (на италиански: Valsamoggia) е община в северна Италия, провинция Болоня, регион Емилия-Романя. Разположена е на 93 m надморска височина. Населението на общината е 29 644 души (към 2012 г.).
Общината е създадена в 1 януари 2014 г. Тя се състои от пет предшествуващи общини: Бадзано, Кастело ди Серавале, Креспелано, Монтевельо и Савиньо. Административен център е градче Бадзано (Bazzano).
Във Валсамоджа е седалището на марката за спортно облекло „Макрон“.